# Богатир

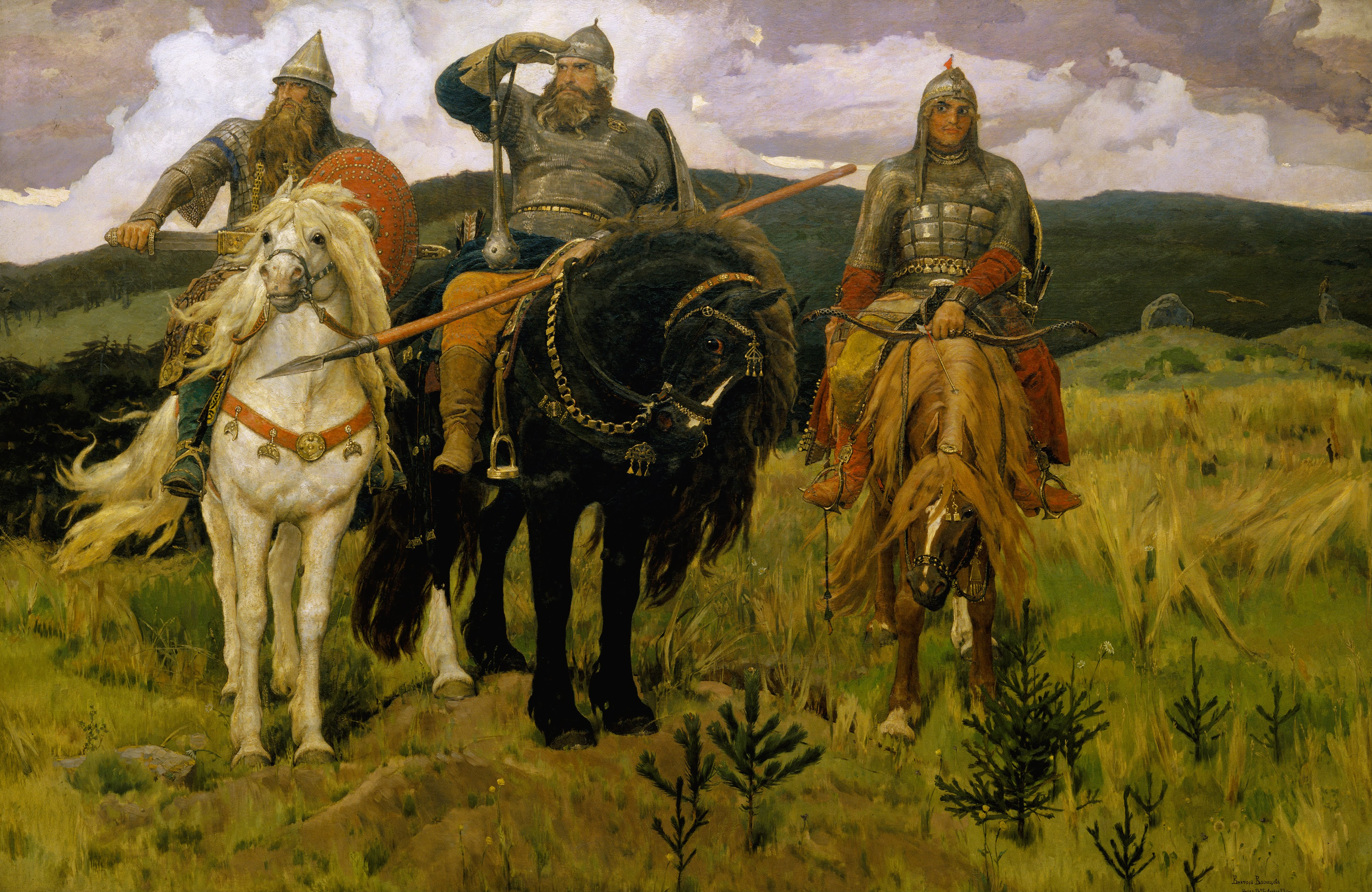
Картина Віктора Васнецова «Три богатирі»

Богатирі́ (від монг. baghatur, баатар, тур. bahadır, бахадир; лат. bohatir) — в українському та російському фольклорі вояки з надлюдськими силами та здібностями, княжі посланці, прикордонники й оборонці Київської Русі від степовиків, змієборці. Слово з'явилося у післятатарський період, значно витіснивши попередні означення, як-от витязь, муж, храбр.

## Етимологія

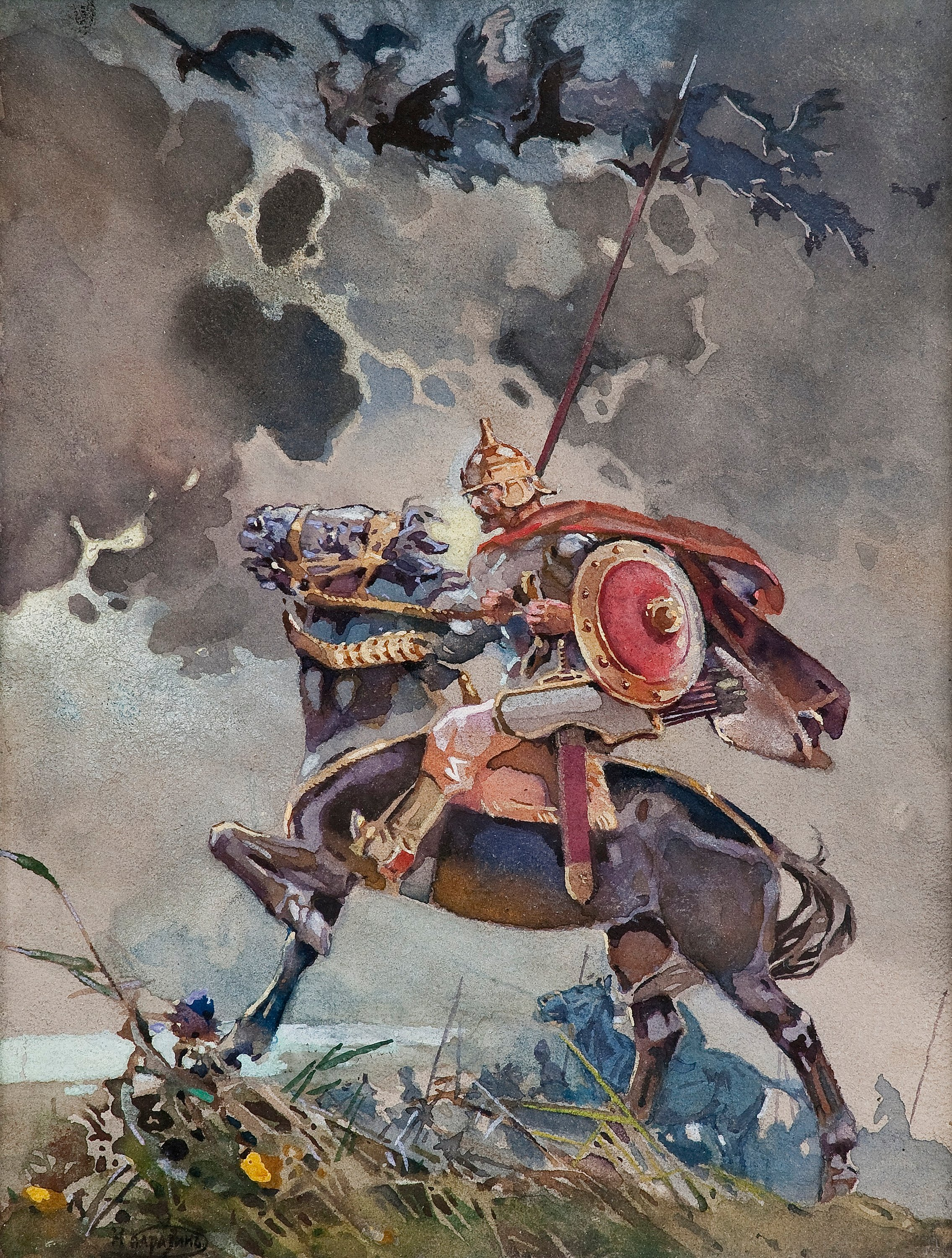
Вершник-богатир на картині Миколи Каразіна

Персонажі, звані пізніше богатирями, в давньоруській мові до XIII століття називалися «хоробрами» чи «витязями». Слово «витязь», на відміну від «хоробр», є запозиченням від західнослов'янських мов, куди прийшло з германських; походить від *víking-. Назва богатиря для епічного героя в пам'ятках дотатарської доби не зустрічається, хоча й відомий половецький вираз, в якому «богадур» позначає могутнього, сильного чоловіка.
Саме слово «богатир», як вважається більшістю фахівців, має тюрксько-монгольське походження — від кипчацького «багатир»; монгольського «багатур», «багадур». Пов'язується зі значеннями «сміливий», «воєначальник», «герой». Подібні слова зафіксовано в численних споріднених мовах: у давньотюркській, дунайсько-булгарській, турецькій, чагатазькій, киргизькій, шорській. Почесне прізвисько «багатур» за особливі військові заслуги давалося в армії з часів Чингісхана та Тамерлана. Титул «багатар» носили алани та хозари. В ранній Болгарській державі так називали воєначальників.
Вперше термін «богатир» (Bahādor) згаданий у китайських джерелах VIII століття часів династії Суй, для позначення категорії степовиків, що жили на території сучасної Монголії. Цей самий термін зустрічається в пам'ятках кочових тюркотів VIII століття і болгарів ІХ століття. В часи Монгольської імперії слово «богатир» (багатур, батир) стало почесним титулом, що передавався спадково. Так, папський посол Плано де Карпіні, що відвідав Золоту Орду 1246 року, згадує в своїй «Historia Mongalorum» (Історії Монголів, 1250), що старого полководця Субедея монголи називають «богатирем» (Bahadar). Від монголів цей титул запозичили Хулагуїди і Тімуриди, а також інші народи.
У руських середньовічних джерелах богатирями називають монгольських командирів, ворогів русів. Зокрема, в Іпатському літописі «богатирі» — це темники Субудая і Джебе, що перемогли руське військо на Калці 1223 року. У Галицько-Волинському літописі в оповіданні про поворот Батия з Угорщини богатирями названі монгольські воєводи Манман й Малай, а в згадці про русько-монгольський похід на Литву 1269 року, сказано, що волинський «Василько князь з богатирем воєвал землю Литовську».
У ранньому новому часі конотація слова змінилася, «богатирі» виступають героями русів. У такому розумінні зустрічаємо це слово в тексті кам'янецької «Четьї-Мінеї» 1489 року. Польський історик Станіслав Сарницький у своїй роботі «Опис старої і нової Польщі» (Descriptio veteris et novae Poloniae, 1585), в описі Києва зазначав, що: «Руси… намагаються переконати інших про своїх героїв, яких вони називають Богатирі, що означає напівбоги». Так само про богатирів як руських героїв згадує в своєму щоденнику (1594) австрійський дипломат Еріх Лясота, що був проїздом у Києві: «В іншому, зовнішньому притворі була колись гробниця Іллі Моровліна, відомого героя або богатиря, як тут кажуть, про якого розповідають багато казкового…».
Тюркське ім'я Бахадир (Богатир) носили кримські хани Бахадир I Ґерай і Бахадир II Ґерай, а також кримський калга Бахадир Ґерай.

## Образ і заняття

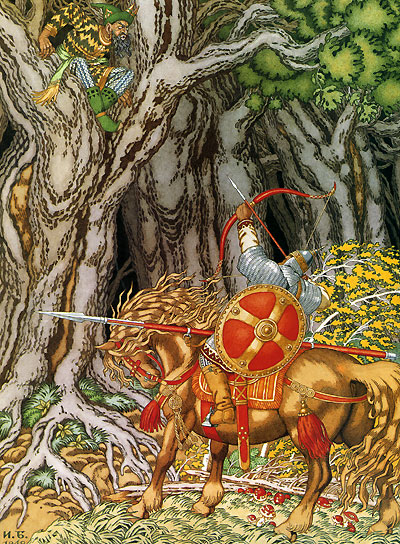
Ілля Муромець і Соловей-розбійник, ілюстрація Івана Білібіна

Попередниками й суперниками руських богатирів у фольклорі нерідко вказуються чужинські велетні, вороги Русі та людей взагалі. Самі богатирі часто вирізняються великим зростом. За деякими фольклорними версіями, всі люди колись були велетнями, але з часом здрібніли.
У народних віруваннях богатирі народжуються як звичайні люди і до певного часу живуть, як і всі. Коли приходить потрібний час, богатир покидає простих людей і лише дехто може його побачити. В українців існують перекази про те, як терплячі хлопчики раптово виявляються богатирями та за якусь несправедливу образу роблять шкоду своїм кривдникам, після чого зникають. Ця шкода завжди безкровна, проте демонструє надзвичайну силу: ввігнати колоду в землю, закотити величезні камені на гору тощо. Особливу категорію українських богатирів складають богатирі-семилітки, аналоги казкової мудрої дівчинки-семилітки. Ще в кінці XIX ст. вони сприймалися в народній уяві як реальні постаті, надія на наступні покоління. У літописах мотив про молодого визволителя стрічається в переказі про облогу Києва Печенігами за Святослава, де рятівника названо «отроком».
Під каменями богатирі знаходять зброю, обладунки та ознаки високого статусу. Іноді уточнюється, що це «дідові» речі. В сибірських казках богатирі використовують камінь інакше — вони отримують силу, полизавши чарівний камінь, добутий у переможеного ворога. Нерідко трапляється мотив скам'яніння героя або тимчасової смерті в інших формах. Наприклад, богатиря розрубує на частини супротивник, але помічники поливають останки мертвою та живою водою, після чого богатир оживає зі словами «як же довго я спав». Трапляється, що богатиря за якусь провину перетворюють на тварину. Так, Добриню чаклунка перетворює на тура за відмову одружитися з нею. Проте це покарання тимчасове: на 3 дні, 6 місяців, 1 рік.
Богатирі мають особливих нестримних коней, що рідко народжуються і нібито втікають до святого Юрія вчитися як служити воїнам. Такого коня марно утримувати чи продавати — він все одно побіжить до того, кому призначено бути його хазяїном. Богатирським коням також приписувалася величезна сила (можуть кришити камінь копитами) та здатність знаходити хазяїна в час потреби. Згадується, що богатирі можуть самі обирати гідного коня. До прикладу, того, що встоїть проти їхнього крику. Крім того богатирям підходить не кожна зброя, її вони також випробовують. Часто — високо підкидаючи та підставляючись під неї. Негідна зброя розбивається, а гідна лише гнеться.
Поширений казковий і билинний мотив перетину богатирями межі «тутешнього» та «чужинського» світів. Часто богатир зустрічає на роздоріжжі камінь, на якому написано різні варіанти його долі; всі зрештою небезпечні, але богатир перемагає загрози та здобуває скарб. Могутньою суперницею богатирів у казках виступає Баба-Яга: вона може вбити їх своєю палицею, перетворити на камінь, проковтнути, намагається змусити торкнутись до зачарованих предметів, які вмить розірвуть богатирів. Баба-Яга може хвалитися, що богатирські удари їй, «як комарі покушують». Але якщо богатир проходить усі її випробування, то отримує чарівні предмети, що показують шлях, могутню зброю тощо.
Крім богатирів-чоловіків трапляються богатирки або ж поляниці. Типово вони є дочками якогось царя чи родичками Змія та наділені надзвичайною, навіть як на богатирів, силою. Мешкають у неприступних фортецях. При цьому може підкреслюватися, що в царство богатирки не можна потрапляти простим людям, що богатирка здатна легко перемогти богатиря.
Погляди на долю богатирів у билинах різняться. Деякі стверджують, що старші богатирі через свою самовпевненість загинули в боях із татарами. Інші пропонують, що на заміну загиблим чи постарілим богатирям прийшли молодші або навіть єдиний богатир-малоліток. Є також варіанти про те, як останній богатир-малоліток попри свій подвиг зустрічається з невдячністю князя, або гине, бо князь відправив його непідготованим. Ще один варіант описує як народ видає останнього богатиря-малолітка ворогам, але той перемагає, після чого зникає чи йде в монастир. При цьому він може покарати малодушних співвітчизників, забравши з собою якусь знакову річ, наприклад, Золоті ворота. Часом уточнюється, що зниклий богатир повернеться в майбутньому. Великі камені навколо Києва в народних віруваннях вважалися надгробками над могилами богатирів або їхніми скам'янілими останками.

## Поширеність образу
У давньоруських богатирських билинах виділяється декілька циклів за центрами їх творення. Головні — це київський і новгородський цикли, менші — рязанський, ростовський, чернігівський, полоцький, галицько-волинський та інші. Цілком збережені приклади билин є лише в київському та новгородському циклах.
Ідея богатирства в українських віруваннях тісно сполучилася зі старим богатирським епосом про богатирів княжого Києва часів Володимира Великого. Проте в Україні билини про київських богатирів не збереглися, вцілівши тільки в нащадків українських виселенців на півночі Росії. Михайло Максимович і Микола Костомаров пояснювали це тим, що революційні події XVII століття витіснили давні билини. Але купці, подорожуючи в інші місцевості, розносили їх у Сибір, Заонежжя, Олонеччину.
Новіша богатирська казка часто зовсім відірвана від історичної обстановки. Так, серед козацьких чи повстанських ватажків Хмельницького з'являється фантастична постать Боняка, різними казковими подробицями прикрашається історія Мазепи і Палія, в якій Палій набуває постаті чудесно народженого богатиря, побиває демонів, стає невмирущим тощо. Билини, записані на півночі Росії в XVII—XIX ст., поєднують казку та легендарну минувшину, історію Русі та Московщини.
В Україні, а особливо Подніпров'ї XVI ст., відомо багато згадок про богатирів, що закінчили своє життя в київських печерах та на різних славних полях бою, як от Летське поле під Переяславом, місце битви Ярослава з Святополком. Так, Ілля Муромець зі своїм товаришем був похований в гробниці в Софії Київський, про що згадує в своїх подорожніх нотатках Еріх Лясота. А Богатир Чобітько був похований в Київській лаврі.

## Відомі богатирі

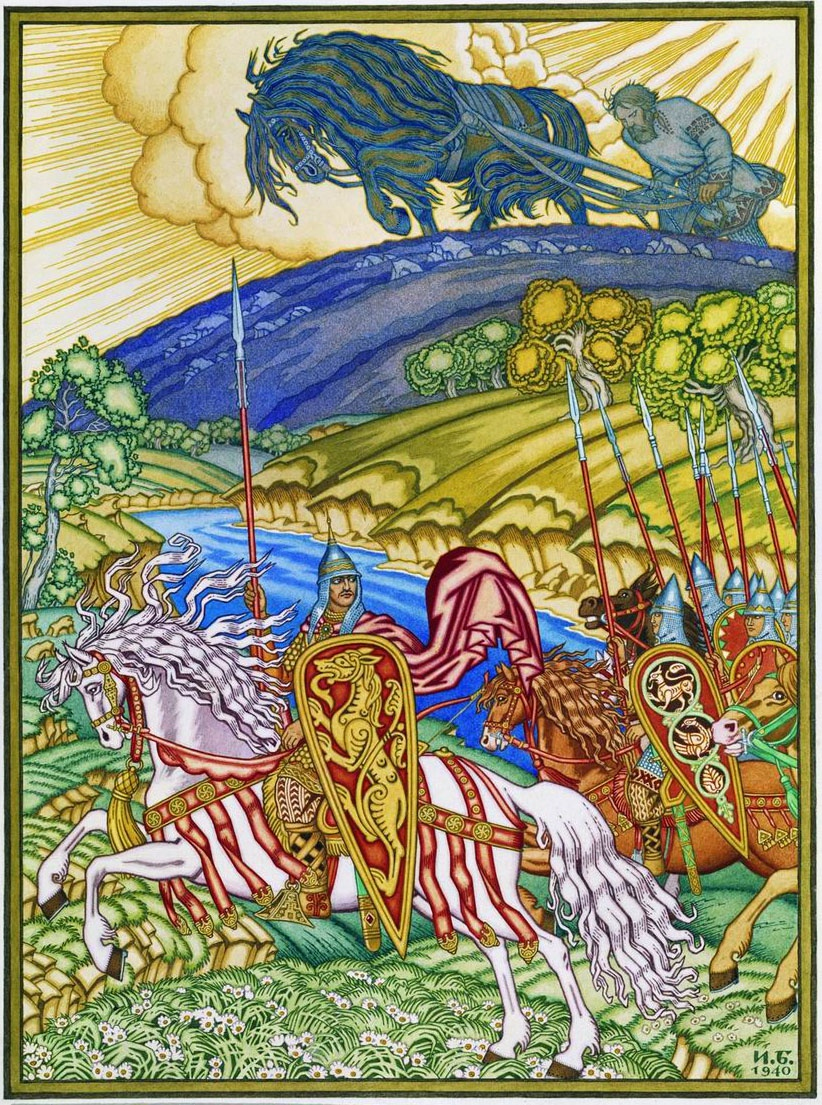
Богатирі Вольга і Микула на картині Івана Білібіна

Основу комплексу сюжетів про богатирів складають такі персонажі, як:
- Ілля Муромець (Муровець)

- Добриня Микитич
- Олешко Попович

- Кирило (Микита) Кожум'яка
- Микула Селянинович
- Вольга чи Олег Святославич (Всеславич)[22]

- Михайлик — іноді саме так зветься останній богатир-малоліток. Його риси запозичують герої козацьких часів Івась Коновченко (Вдовиченко)[20] і Палій[21]

Інші богатирі:
- Святогор
- Дюк Степанович
- Євпатій Коловрат
- Василій Буслаєв
- Дунай Іванович
- Сухман Одихмантієвич
- Михайло Казарянин
- Михайло Данилович
- Михайло Потик
- Данило Гнатович
- Іван Купецький син
- Іван Данилович
- Самсон Самійлович
- Хотень Блудович
- Аніка-воїн (богатирка)
- Василина Микулишна (богатирка)
- Настасія Микулишна (богатирка)